# Салвестро де Медичи
Вижте пояснителната страница за други личности с името Салвестро де Медичи.
Салвèстро ди Аламàно де Мèдичи (на италиански: Salvestro di Alamanno de’ Medici; * 1331 ?, Флоренция, Флорентинска република; † 1388, пак там) от фамилията Медичи е флорентински политик, който е първият в семейството, по това време принадлежащо към местната средна аристокрация, който заема важни длъжности в града, като тези на гонфалониер на правосъдието и приор. Родоначалник е на кадетския клон на Медичите Салвестро ди Аламано, който изчезва в съответните подклонове на няколко пъти: през 1620 г., през първата половината на XVIII век и около 1770 г . 

## Произход
Салвестро е син на месер Аламано ди Филипо де Медичи († 1355) и внук на Филипо ди Киарисимо I де Медичи, както и далечен братовчед на Джовани ди Бичи де Медичи, основателят на династията Медичи. Има шест братя: 
- Джовани († сл. 1353)
- Андреа († ок. 1379)
- Николò
- Африкело
- Бартоломео († ок. 1360)
- Микеле († ок. 1403)

Да не се бърка със Салвестро де Медичи, нар. Киарисимо († 1350), син на Аверардо ди Аверардо де Медичи.

## Биография
Салвестро е член на патрицианската класа на града, враждебно настроена към политиката на доминиращия тогава гвелфски компонент. Гвелфските благородници на власт провеждат своята олигархична политика, като държат т. нар. Второстепенни изкуства (Arti Minori), т.е. онази поредица от занаятчии и „малък народ“, събрани в по-малко престижни и печеливши гилдии, извън политическия живот на града, различни от Първостепенните изкуства (Arti Maggiori). В допълнение към тези изкуства има „пролетариат“, т.е. маса от неквалифицирани работници, чието недоволство скоро се проявява в бунта на Чомпи (1378 г.).
Той започва политическата си кариера като член на Приората на изкуствата през 1358 г., след като е въоръжен за рицар през 1351 г. През 1351 г. успешно участва във войната срещу Висконти в защита на замъка Скарперия. Той е капитан на Пистоя през 1360 г. и през 1381 г. Избран е за гонфалониер на правосъдието през 1378 г. След като заема длъжността на най-високия пост във Флорентинската държава, предприема политика срещу гвелфите, възстановявайки някои ограничителни закони спрямо благородниците, намалявайки правомощията на Capitani di Parte (най-висшият орган на Гвелфската партия, в която, заедно със Съвета на кредендарите държи ефективната власт) и отзовавайки амонитите. Тези закони отприщват силна опозиция от страна на благородниците.
През 1378 г. избухва Бунтът на Чомпи, като работниците, особено в областта на производството на вълна, искат да участват в политическия живот на града със създаването на нови гилдии, които ги интересуват. Тяхното изпълнено с насилие въстание води до репресии срещу благородниците с тормоз, опожаряване на къщи и грабежи.
По време на бунта Салвестро подкрепя исканията на работниците на вълна и подкрепя претенциите срещу градската олигархия. На 21 юли 1378 г., по време на гонфалониерството на Микеле ди Ландо, глава на чомпите, Салвестро и 63 други граждани са обявени за рицари управители на Републиката и по-късно му е предоставена част от приходите от данъци – привилегия, която обаче по-късно е премахната, когато самите чомпи заподозират Ландо, че предпочита твърде много средната класа.
Салвестро е един от ключовите мъже в контрабунта, където дебелият народ (богатият градски патрициат) се съюзява с буржоазията на малкия народ срещу Чомпи-те, които междувременно са показали признаци на разделение. В битката срещу самия Ландо и останали без съюзници, през 1382 г. чомпите са победени, техните гилдии са разпуснати и много от тях трябва да напуснат града. Салвестро през този период е един от хората с най-голяма власт. Той е обвинен в тирания, до такава степен че е осъден на изгнание през 1382 г. за 5 години, когато фракцията на гвелфите на Албици взима надмощие. 
Умира през 1388 г. на около 57-годишна възраст и е погребан в Катедралата на Флоренция.

## Брак и потомство
∞ за Бартоломеа Алтовити, от която има трима сина и три дъщери:
- Маргерита де Медичи, ∞ за Раниери Скуарчалупи
- Онофрия де Медичи, ∞ за Микеле Ристори
- Николò де Медичи († 1364, убит), кмет на Сансеполкро през първата половина на 1361 г.[2]
- Аламано де Медичи († ок. 1421), ∞ за Маргерита Ковони, от която има 4 сина
- Грегорио де Медичи
- Катерина де Медичи, ∞ за Габриело Панчатики